# Chryseobacterium nematophagum
Chryseobacterium nematophagum (лат.) — вид грамоотрицательных аэробных бактерий из семейства Flavobacteriaceae порядка Flavobacteriales. Имеют форму бацилл. Представители вида были выделены из нематод Caenorhabditis briggsae, обнаруженных во французских гниющих яблоках. Они демонстрируют скользящую подвижность. После проглатывания нематодой, бактерии атакуют её изнутри, разрушая внеклеточный матрикс и убивая животное. В ходе лабораторных исследований C. nematophagum заразил и убил множество разнообразных нематод, в том числе модельный организм Caenorhabditis elegans, а также ряд паразитов позвоночных: Ancylostoma caninum, Cooperia curtecei, Cooperia oncophera, Haemonchus contortus, Nippostrongylus brasiliensis, Ostertagia ostertagi, Parastrongyloides trichosura и Trichostrongylus vitrinus.